# Khieu Ponnary

W latach młodości

Khieu Ponnary (ur. 3 lutego 1920, zm. 1 lipca 2003) – kambodżańska polityk z okresu reżimu Czerwonych Khmerów; siostra Khieu Thirith.
Była pierwszą kambodżańską studentką. Ukończyła lingwistykę na Uniwersytecie Paryskim w Paryżu, gdzie została pierwszą żoną Pol Pota i szwagierką Ienga Sary’ego. W 1973 r., została sekretarzem Komunistycznej Partii Kambodży w Kampong Thum. Od 1976 r., przewodniczyła Związkowi Kobiet Demokratycznej Kampuczy. Od 1979 r., po rozwodzie z Pol Potem, pogrążając się w coraz cięższej chorobie (schizofrenia) przebywała do końca swoich dni pod opieką siostry Khieu Thirith w Pailin.